# Apolónio de Rodes
Apolónio (português europeu) ou Apolônio (português brasileiro) de Rodes (Alexandria, c. 295 a.C. – Rodes, 215 a.C.) foi um poeta da Grécia Antiga, autor da obra épica As Argonáuticas (ou A Argonáutica) , que foi primeiramente reconhecido e aclamado em Rodes (daí seu apelido). Ele dirigiu a Biblioteca de Alexandria, sendo sucedido por Eratóstenes.
Ele era natural de Alexandria, da tribo Ptolemais, seu pai se chamava Silleus (ou Illeus) e sua mãe se chamava Rode. Ele viveu na época do terceiro Ptolemeu, e foi um aluno de Calímaco de Cirene.
Conta-se que Apolônio escreveu, quando jovem, uma versão da Argonautica, que foi mal recebida; para não ser desonrado em sua cidade, ele mudou-se para Rodes, onde aperfeiçoou seu poema, e, no título do poema, chamou-se de um natural de Rodes. Ele tornou-se um professor notável em Rodes, e foi agraciado com a cidadania e grandes honras.
De volta a Alexandria, Apolônio publicou seu poema e foi aclamado, e foi apontado como diretor da Biblioteca e do Museu, sendo enterrado junto a Calímaco.
Anos mais tarde a mesma história será recuperada pelo poeta Caio Valério Flaco, com naturais variações.